# Sonderkommando Dromedar
Sonderkommando "Dromedar", inne nazwy Kampfgruppe zur besondere Verwendung "Dromedar", Abwehrgruppe-114 – oddział wojskowy do zadań specjalnych Abwehry złożony z Ormian podczas II wojny światowej.

## Historia
Po klęsce wojsk niemieckich pod Stalingradem na pocz. lutego 1943 r., niemieckie dowództwo postanowiło utworzyć specjalny oddział wojskowy złożony z Ormian. Powstał on na pocz. kwietnia na bazie kilku żołnierzy Abwehrgruppe-101 i zwiadowczej grupy armeńskiej gen. Drastamata "Dro" Kanajana, liczącej ok. 70 ludzi. Pod koniec kwietnia na jego czele stanął gen. D. Kanajan, jego zastępcą został Nikolaj Tarkanian, a szefem sztabu Tigran Bagdarasjan. Wszyscy członkowie oddziału (liczącego 110-120 osób) występowali pod pseudonimami. Rekrutowali się spośród b. wojskowych z czasów niepodległej Demokratycznej Republiki Armenii z lat 1918–1920 i jeńców wojennych pochodzenia ormiańskiego z Armii Czerwonej. Większość członków oddziału przeszła specjalistyczne przeszkolenie w ośrodku wywiadowczym pod Warszawą. W lipcu ustalił się ostateczny skład organizacyjny oddziału, który dzielił się na dowództwo oraz pododdziały propagandowy, zwiadowczo-sabotażowy, ekonomiczny i transportowy. Żołnierze nosili niemieckie mundury z tarczą w kolorach armeńskich i napisem "ARMENIEN" na prawym ramieniu. Uzbrojenie było niemieckie i zdobyczne sowieckie.
Początkowo Niemcy zamierzali przerzucić Abwehrgruppe-114 samolotami na obszar Armenii, ale z powodu coraz gorszej sytuacji na froncie porzucili ten plan. Ostatecznie Ormianie trafili na Półwysep Tamański, działając wraz z grupami specjalnymi Tamara i wydzielonymi z Sonderverband "Bergmann". Mieli wyznaczone 4 punkty rekonesansowe w pobliżu linii frontu, skąd prowadzili misje sabotażowe i zwiadowcze. Znajdowały się one w: stanicy Nikołajewsk na północ od Piatigorska (misje skierowane na rejon Nalczyka, Mozdoka, Stawropola i Groznego), Krasnodarze (misje skierowane na rejon Tuapse, Soczi i wybrzeża Morza Czarnego) oraz 2 w Stawropolu (zorientowane na działalność antykomunistyczną i kontrwywiadowczą wśród ludności ormiańskiej, a także tworzenie lokalnych komitetów niepodległościowych i grup partyzanckich). Od wczesnego lata Sonderverband "Dromedar" działała na Krymie, ponownie współpracując z Gruzinami z Sonderverband "Bergmann". Część jej członków została zaangażowana w formowanie armeńskich kolaboracyjnych formacji samoobrony oraz zwalczanie sowieckich agentów i partyzantów. Reszta prowadziła dotychczasową działalność. Ponadto uczestniczono w operacjach przerzutu innych grup zwiadowczo-sabotażowych na terytoria Gruzji i Armenii. W lipcu 1944 r. Ormianie zostali wycofani z Krymu i wysłani do Prus Wschodnich. Od listopada stacjonowali w miasteczku Eshenbech niedaleko Berlina. Główna część oddziału została wkrótce przerzucona do Belgradu, gdzie – po uzupełnieniach – przekształcono ją w zwykły oddział piechoty.